# Kabuli palaw
Kabuli palaw (Dari: قابلی پلو) là một loại pilaf có xuất xứ từ Afghanistan. Món này bao gồm cơm trộn với nho khô, cà rốt và thịt bò hoặc thịt cừu. Tồn tại các biến thể khác nhau tùy thuộc vào khu vực.
Kabuli palaw được coi là món ăn lễ hội và quan trọng là do giá cả và chất lượng của nguyên liệu cũng như là món ăn truyền thống của Afghanistan. Theo truyền thống, món này được đặt ở trung tâm của bữa ăn cùng với món khác tạo nên phần còn lại ngoài lề.